# Список королів Бурунді
Ця стаття містить дві версії списку королів Бурунді, традиційну та сучасну генеалогію.

## Традиційна генеалогія
- Нтаре I: бл. 1530 — бл. 1550
- Мвезі I: бл. 1550 — бл. 1580
- Мутага I: бл. 1580 — бл. 1600
- Мвабутса I: бл. 1600 — бл. 1620
- Нтаре II: бл. 1620 — бл. 1650
- Мвезі II: бл. 1650 — бл. 1680
- Мутага II: бл. 1680 — бл. 1700
- Мвабутса II: бл. 1700 — бл. 1720
- Нтаре III: бл. 1720 — бл. 1750
- Мвезі III: бл. 1750 — бл. 1780
- Мутага III: бл. 1780 — бл. 1800
- Мвабутса III: бл. 1800 — бл. 1830
- Нтаре IV: бл. 1830 — бл. 1850
- Мвезі IV: бл. 1850 — бл. 1908
- Мутага IV: бл. 1908–1915
- Мвабутса IV: 1915–1966
- Нтаре V: 1966-[1972]

## Сучасна генеалогія
- Нтаре I: бл. 1680 — бл. 1709
- Мвезі III: бл. 1709 — бл. 1739
- Мутага III: бл. 1739 — бл. 1767
- Мвамбутса I: бл. 1767 — бл. 1796
- Нтаре IV: бл. 1796 — бл. 1850
- Мвезі IV: бл. 1850 — 21 серпня 1908
- Мутага IV: 1908 — 30 листопада 1915
- Мвамбутса IV: 16 грудня 1915 — 8 липня 1966
- Нтаре V: 1 вересня — 28 листопада 1966